# تويوتا سيينا
تويوتا سيينا (بالإنجليزية: Toyota Sienna)‏ هي إحدى الطرازات الفان الصغيرة العائلية التي تنتجها شركة تويوتا للسيارات.
يتم تصنيعها خصيصاً لسوق أمريكا الشمالية. تم إنتاج هذا الطراز ليحل محل الجيل الأول من طراز بريفيا بأمريكا الشمالية عام 1998م، كما تم تعديل هذا الطراز عام 2004م مع ظهور الجيل الثاني منه ليصبح أكبر حجماً وأكثر رفاهية من سابقه. يعتمد هيكلها على هيكل طراز كامري. راج سوقها خصوصاً بولاية نيو يورك الأمريكية حيث تعمل كسيارة أجرة.